# Awolicja
Awolicja, jako przejaw różnych form psychopatologii, jest zmniejszeniem zdolności do inicjowania i kontynuowania działań oraz dążenia do świadomego realizowania celów życiowych. Zaniedbywane aktywności zwykle obejmują czynności rutynowe, takie jak hobby, chodzenie do pracy i/lub szkoły, a przede wszystkim angażowanie się w zajęcia towarzyskie. Osoba doświadczająca awolicji może pozostać w domu przez dłuższy czas, zamiast szukać pracy lub relacji rówieśniczych.
Awolicja występuje w:
- schizofrenii,
- organicznych zaburzeniach psychicznych,
- uzależnieniu od substancji psychoaktywnych[2].

## Leczenie
Arypiprazol może być przydatny w leczeniu zespołu apatii (awolicji). Jednak jego rola i skuteczność w leczeniu apatii wymaga dalszych badań w badaniach klinicznych.
Wykazano, że amisulpryd w małych dawkach jest skuteczniejszy niż placebo w leczeniu negatywnych objawów schizofrenii, w tym awolicji. Działa poprzez blokowanie presynaptycznych receptorów dopaminy, powodując uwalnianie dopaminy do synaps.
Zawarta w kratomie mitragynina może mieć zdolność zmniejszania awolicji.
Znacznie zmniejszona liczba neuronów dopaminergicznych kory przedczołowej wiąże się z awolicją. Kwasy tłuszczowe omega-3 mogą zwiększać poziom dopaminy w korze przedczołowej o 40% i mogą potencjalnie zapewniać korzyści terapeutyczne
Psychoterapia poznawczo-behawioralna (CBT) jest rodzajem psychoterapii, która jest najbardziej obiecująca w leczeniu awolicji (i innych negatywnych objawów schizofrenii)